# Релігія інків

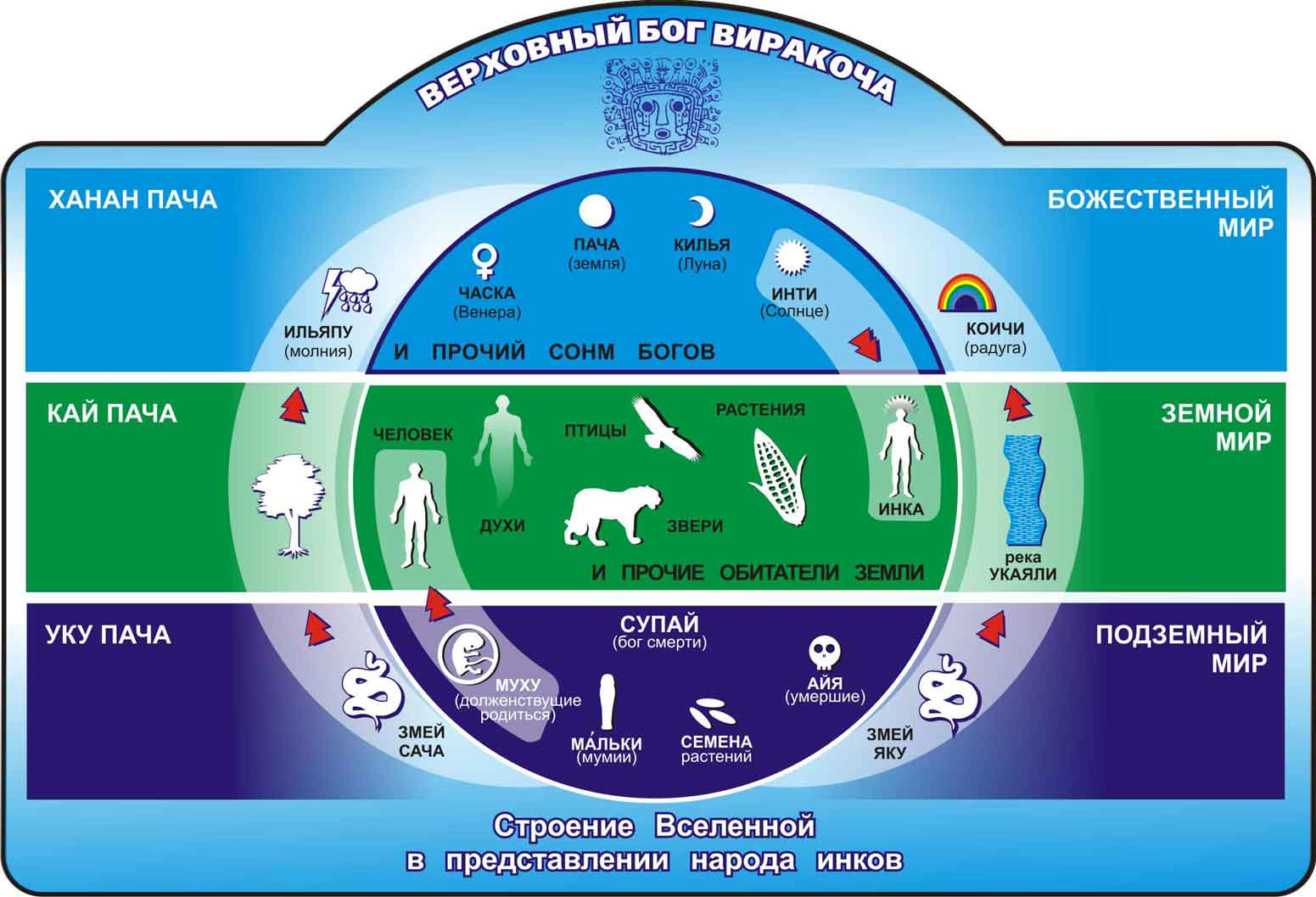
Релігія інків

Релігія інків — комплекс політеїстичних вірувань в імперії інків Тауантінсую, що базувався на культі бога Сонця Інті та бога-творця Віракоча. Водночас складалася з низки місцевих вірувань, що існували до створення держави Інків та продовжували зберігати релігійні традиції вже після включення їх племен та держав до інкської імперії. Значною мірою на релігії інків відбилася релігія культур Моче.

## Характеристика

### Тотемізм
Релігія займала велике місце в житті стародавніх народів області Анд. У кожній області, у кожної групи племен були свої вірування і культи. В інкській релігії найдавніші форми цих вірувань піддалися видозміні і переосмисленню, відбивши розвиток суспільного ладу імперії.
До найдавнішого шару відносяться пережитки тотемізму. Андські народи почитали священними рослини, дерева і тварин — пум, кондорів, яструбів, мавп. Землі громад (марка) або підрозділу громад (ката) носили назви тварин, зокрема Пумамарка, Кунтурканча.
Близько до тотемизму стояло релігійне уособлення рослин, в першу чергу кукурудзи (Сарамама) і картоплі (Азомама), як культур, які відігравали величезну роль в житті інків. Збереглися зображення духів цих рослин в скульптурній кераміці — посуд у вигляді бульб і качанів. «Вічко» з паростком на клубні картоплі сприймалося як символ рослини, що пробуджується до життя. На особих святах з цих рослин робили подобу жіночих фігур, що уособлювали їх духів-покровителів, і надавали їм шанування ритуальними процесіями та жертвопринесеннями.

### Культ предків
До найдавнішого прошарку належить також культ Уака (шанування предків). Вчені виводять слово «Ьіаса» з займенника «hua» (я) і частки «са», що разом перекладається як «той, від кого я походжу». Коли айлью з родової громади почала перетворюватися на сусідську громаду, уака-духи родових предків стали шануватися як покровителі й захисники землі даної громади й взагалі місцевості. У сільських айлью, а також в окремих сім'ях були, крім усього іншого, власні духи-охоронці, що називалися «канопи».
З культом предків злилося шанування священних печер і скель, деякі з яких були пов'язані з переказами про походження предків. У Куско та його околицях існувало 334 (за іншими відомостями 500) священних місця-уака. Багато з них були місцями поховання легендарних вождів інків або були розташовані поблизу печер або скель, з якими були пов'язані перекази, зокрема, печера Пакар-Тампу, звідки вийшли легендарні прабатьки інків.
Уака виглядали складеними з каменів горбиками, що грубо передавали обриси людської фігури. Відомі й грубо висічені з каменю антропоморфні статуї уака — Сауасірай і Пітісірай.
Усі уакі в Куско були диференційовані згідно особливої системи званої «секе». Секе представляло собою 4 таємничі невидимі лінії, які виходили з центру Куско і вели в його чотири квартали. Ці таємничі лінії відповідали кожному дню інкського місяці та інкського року. Залежно від того, яке місце той чи інший день займав в цій системі, йому присвячувалася відповідна уака. Різні види уак знаходилися під опікою мешканців відповідних кварталів.
З культом предків був пов'язаний і звичай муміфікації померлих. Мумії в ошатному вбранні, з прикрасами побутової начинням (торби, робочі приналежності), із запасами їжі захоронялись в гробницях, часто висічених в скелях. У поховальному культі чітко відбилася класова диференціація. Особливого розвитку досяг культ мумій володарів. Мумії усіх померлих Верховних Інків ретельно зберігалися, вони оточувалися ритуальним шануванням в храмах, жерці рухалися з ними під час великих свят. Їм приписувалося надприродна могутність, їх брали в походи та виносили на полі битви.

### Культи Сонця, Місяця та Землі
Головне місце займав культ сонця. У період розквіту держави інків уособлення небесного світила переросло в образ могутнього бога-Сонця — Інті. Він шанувався як предок і покровитель Сапа Інків. Кожен правитель вважався його уособленням і саме в силу цього мав необмежену владу. Бог-Сонце шанувався у вигляді диска із зображенням чоловічого обличчя, оточеного променями. Воно було звернене на схід, так що промені висхідного сонця падали прямо на нього. Зображення Місяця (Мама Кілья) мало овальну форму, на ньому був вигравіруваний профіль людського обличчя.
Разом з розвитком землеробства і тваринництва виник культ Матері-Землі, що називалася Пачамама (мовою кечуа пача — земля), а Нунгуї — у племені хібаро в нинішньому Еквадорі, землі якого також входили до Тауантінсую. Культ Матері-Землі був місцевим. У кожній місцевості шанували Мати-Землю як господиню природи, від якої залежить урожай, приплід лам, добробут усього господарства. Нерідко її зображували у вигляді оголеної жінки з пишними формами. Як жертву їй приносили кілька крапель пива-чічі.
Мешканці імперії, що жили поблизу океану («Великого солоного озера») найбільше шанували мати-Море — Мамакочу (аналогічно до Пачамами), яку також пов'язували з Віракочою.

### Віракоча та Пача Камак
В період утворення імперії інків до пантеону богів увійшов бог Віракоча. Це божество було успадковано інками разом з усіма досягненнями культури Тіауанако в період включення в їх держава країни Колья. Йому були додані риси бога-творця землі та людей, культурного героя. Під ім'ям Виракоча він став поряд з богом-Сонцем Інті. Восьми Капак Інка носив ім'я Віракоча, ймовірно, у зв'язку з встановленням культу цього божества.
У пантеоні інків перебував бог Пача Камак. У повідомленнях про нього є певна суперечність. Ім'я бога — явно кечуанське (пача — земля, світ; камак — тримати, охороняти). Згідно з повідомленнями іспанських хроністів та відповідно до дослідження руїн храму цього бога в долині річки Лурін, неподалік від м. Ліми, свідчать, що це було божество якогось прибережного племені, що не належало до мовної сім'ї кечуа. Хроніст Фернандо де Сантільана вказував, що цей бог раніше називався Ірма. Його храм як місце оракула служив центром паломництва. Напевне, інки, завоювавши племена Лурін і, знайшовши тут великий культовий центр, зрозуміли, що для зміцнення своєї влади їм слід включити це святилище в свою державну релігію, для чого вони назвали чужого бога своїм ім'ям та прийняли його до свого пантеону під іменем «Вседержатель», «охоронець землі (світу)».

## Космогонія
Згідно інкським релігійним уявленням Всесвіт (Пача) складається з трьох світів — Верхнього (Ханан Пача), Середнього (Уку Пача) і Нижнього (Хурін Пача). Верхній і Нижній нагадують християнські пекло і рай. У Верхньому мешкали небесні боги, туди потрапляли найгідніші люди, у Нижньому — хтонічні божества, сюди відправляли поганих людей. Середній Світ або Пачамама (Мати Земля) — земний світ.
Згідно з міфом, бог-творець під ім'ям Кон-Ільяк-Тікі-Віракоча, створив світ і людей на озері Тітікака. Після створення світу він зник за морем, залишивши сина Пача Камака. У цьому пізнішому міфічному циклі бог-Сонце відтиснутий в тінь, в гімнах Віракочи говориться, що той створив не лише землю, але й сонце і місяць. Проте інки міцно підтримували й розповсюджували серед підкорених народів уявлення про походження їх легендарного предка Манко Капака від бога-Сонця Інті. Його ж сини — Інкі, — виконуючи волю Інті, управляли світом людей на землі.
Офіційною релігійною системою інків була «геліоцентрична» система. В її основі знаходиться поклоніння Сонцю. Поряд з офіційною релігією поклоніння Сонцю, яку держава насаджувала у народі, були ще живі і більш давні релігійні уявлення. Геліоцентрична система стала дієвим засобом підпорядкування, духовної конкісти по відношенню до інших південноамериканським народам, яких інки вважали варварами, оскільки вони не поклонялися Сонцю.
Як головне божество офіційної релігії Тауантінсую Інті, так і інші боги пантеону інків були «мешканцями небесного зводу». Дружиною Інті і разом з тим матір'ю інків — відповідно до віруваннями індіанців — була богиня Місяця Кілья. Індіанці нерідко називали її Мама Кілья — мати-Місяць. Водночас вона була покровителькою всіх жінок, захищала породіль. Саме до неї зверталися зі своїми молитвами і безплідні жінки.
Третім «жителем небосхилу», також шанованим в імперії інків, був бог Ільяпа — одночасно грім і блискавка. Ільяпа піклувався про родючість полів. Місцеві індіанці уявляли собі Ільяпа у вигляді статного воїна, одягненого в золоту кольчугу і озброєного палицею. Дощ, що надсилав Ільяпа на землю, брав свій початок з Небесної річки, так інки називали Чумацький Шлях. В Коріканчі існувало святилище цього бога.
Відповідно до світогляду інків, історія Андського краю поділялась на окремі ери («віки»), які закінчувалися Вселенським катаклізмом («переворотом землі і часу»). Згідно інкських історико-міфологічним традиціям великі епохи людської історії завершувалися «Пачакутеком» («переворотом часу і світобудови»). У цей «смутні часи», до настання нової епохи («віку»), люди впадали в стан дикості, жорстокості і розбратів. Саме в такому стані перебували племена Центральних Анд, коли Батько-Сонце Інті, послав на землю своїх дітей, перших Інків, які навчили людей ремеслам, мистецтву, наукам, добрим звичаям і вірі в істинного багатоликого Бога, уособленого в образі Сонця. Можливо, в основі цих легендарних тлумачень історії відбилися реальні події, що послідували після падіння цивілізації і централізованого суспільства Тіауанако, на зміну якому прийшли цивілізація інків і держава Тауантінсую.

## Жерці
Інки заснували державний культ з ієрархією жерців. Жерці узагальнили і розвинули далі існуючі міфи та створили цикл космогонічної міфології. На чолі стояв верховний жрець (Уільяк Уму), резиденцією якого було святилище Коріканчі. Уільяк Уму завжди походив з родини царюючого Інки. Найчастіше це був один з його рідних братів, іноді — його дядько або ж двоюрідний брат. Символом його високого сану служив головний убір — невелика «тіара», що називалася «вілачуко», — на якому знаходилося зображення золотого Сонця. Він також носив невеличку фігурку богині Мама Кілья. Крім того, іноді він прикрашав себе різнокольоровим пір'ям амазонських папуг. Одягнутий він був у туніку без рукавів. Йому було заборонено вступати в шлюб. Він повинен був уникати будь-яких позашлюбних зв'язків. Не їв м'ясної їжі, вживати воду, а не молоко й алкогольні напої. Уільяк Уму зобов'язаний був дотримуватись численних постів і вести благопристойний спосіб життя. Сан Верховного жерця був довічним. Основним обов'язком Уільяк Уму було стежити за точним і правильним дотриманням сонячного культу. У його завдання входило також виконання безлічі різних доручень, що безпосередньо стосувалися імператора та його родини. Саме Верховний жрець коронував нового правителя імперії, Уільяк Уму здійснював церемонію одруження володарів імперії.
Крім Уільяк Уму, було ще 10 «атун уільяк» на кшталт «єпископів», які справляли релігійне життя окремих, дуже обширних «єпископатів» Тауантінсую. Усі ці «єпископи» інків мали відбуватися з одного і того ж інкського роду, що носив назву Тарпунтай.
До складу верхівки духовенства імперії входили також духовні наставники окремих провінцій імперії, тобто головні жерці, настоятелі місцевих храмів Сонця. На честь священного Інті подібні храми обов'язково повинні були зводитися в кожній з провінцій, а також на захоплених інками територіях.
Усе вище духівництво імперії жило на доходи від «сонячної третини» землі імперії і мали безліч спеціальних привілеїв.
Була також дуже велика група представників нижчого духівництва. Воно здійснювало обряди традиційної народної релігії, сенсом якої було шанування священних місць і предметів — уаків. Саме тому називали цих жерців «уакарімачік». В імперії інків до нижчого духовенства ставилися також «айяртапук», які нібито вміли розмовляти з мертвими, далі віщуни, що ворожили на зернах кукурудзи, і «кальпарікус», що пророкували майбутнє по нутрощах принесених в жертву птахів, а іноді по нутрощах інших тварин.
Під час численних свят, приурочених до різних моментів аграрного циклу, відбувалися різноманітні жертвопринесення, головним чином тварин, зокрема морських свинок і особливо лам. У надзвичайних випадках, наприклад, на святі вступу на престол нового Сапи Інки, під час землетрусу, посухи, повальної хвороби, війни, коли верховний Інка вирушав на війну, в жертву приносилися люди — військовополонені або діти, взяті як данина з підкорених племен. Людські жертвоприношення служили убраною в релігійну оболонку формою залякування підданих і зміцнення влади централізованої держави та його володарів.
До числа основних обов'язків жерців відносилося також сповідання грішних простолюдинів. Знать та сам Сапа Інка сповідався безпосередньо перед Сонцем. Іноді після такої «сонячної сповіді» знатні вельможі здійснювали обмивання в стрімких гірських річках, сподіваючись на те, що швидка течія понесе з собою їх провини. За релігійними уявленнями інків, існування гріха допускалося, однак інки вважали, що грішник може спокутувати свій гріх за допомогою сповіді.
Грішники, які скоїли тяжкі проступки і приховали їх на сповіді, після смерті потрапляли в якусь подобу пекла, що знаходилася в глибині землі, де вони дуже страждали та їли одне лише каміння. Тих же, хто в земному житті не скоював гріхів, після смерті очікував рай. За уявленнями інків, він перебував поблизу Сонця і був сповнений радості і вічного спокою. Рай у інків існував для всіх, незалежно від соціального стану. Пекло таки призначалося виключно для простого люду. Представники правлячої династії та знать завдяки своєму привілейованому соціальному положенню після смерті відразу потрапляли до раю.

## Релігійні центри
Резиденцією духівництва служили храми Сонця у містах та селищах. Найбільшим культовим центром був храм бога-Сонця в Куско, Коріканча, званий також «золоте подвір'я». За описом хроніста Педро де Сьєса де Леона, в святилище за площею близько 400 м², була велика зала з 3 зображеннями богів на вівтарі. Саме від цього залу храм і отримав назву «золотого», так як усі стіни його були викладені золотими плитками. Тут містилися три ідоли — Віракочі в центрі, Сонця і Місяця праворуч і ліворуч від нього. Обидва ідола були з чистого золота. Ідолом Віракочі служила велика овальна плита, Інка Ґарсіласо де ла Веґа повідомляє, що в храмі Віракочі в Ракче, неподалік від Куско, стояло зображення бога у вигляді бородатого чоловіка, загорнутого в довгий плащ. Хроніст Крістобаль де Моліна повідомляв про ідола Віракочі у вигляді людської фігури з чистого золота, завбільшки з десятирічну дитину.
Крім головних ідолів, в залі знаходилися також зображення зірок. На золотих стільцях були розсаджені мумії володарів інків. У залі перебував також чудовий трон, на якому сидів під час ритуальних церемоній Сапа Інка. До храму примикав присвячений богу-Сонцю «золотий сад», в якому знаходилися зображення різноманітних рослин, дерев, кущів, квітів, а також тварин, птахів та плазунів, навіть людей, відлиті з золота. Цими багатствами користувалися жерці вищої ієрархії.
Ідоли і прикраси храмів із золота були викрадені іспанцями в перший же період їх вторгнення і переплавлені. Тому опис їх робився на підставі переказів.

## Наречені Сонця
До храмів Сонця прилягали спеціальні будинки, що називалися «акльяуасі». У цих будинках жили дівчата, які також присвятили себе Інті. Вони звалися «нареченими Сонця». Крім «наречених Сонця», жили й інші жінки, що називалися «акльі» або «акльякуна». Їх відбирав спеціальний імперський чиновник («апо панака»). Він щорічно відвідував усі громади-айлью своєї провінції, щоб з числа місцевих дітей відібрати дівчаток, як правило 4-5 років, які вже в такому юному віці були тямущими і відрізнялися певним «шармом». Кожне село, поставляючи таких дівчат, а іноді і маленьких дівчаток, тим самим виконувало свої обов'язки перед державою. Апо панака відводив відібрані кандидатури в акльяуасі і там ввіряв їх турботам матерів-наставниць.
Перебуваючи в акльяуасі, дівчата протягом довгого часу вчилися вести господарство, готувати їжу і різні напої, навчалися вони також музики, співу і деяким ремеслам, в першу чергу ткацтву. Надалі дівчата кілька разів проходили «атестацію», зазвичай після того, як їм виповнювалося 10 і 13 років. Після атестації деяких дівчат, які лише тимчасово виконували роль «наречених Сонця», повертали батькам. Тим же, які були залишені в будинку «обраниць», імперія давала більш глибокі пізнання в ремеслах, в мистецтві ведення домашнього господарства. Водночас дівчата осягали мистецтво служіння богу Сонця, вчилися тому, як вони повинні виконувати ті чи інші обряди сонячного культу, як і з якими молитвами їм слід звертатися до Сонця. Згодом Сапа Інка дарував аклья як побічних дружин аристократам, чиновникам імперії, інженерам, амаута та відважним воякам.
Дівчата, які приймали рішення відмовитися від мирських радощів, від того, щоб стати наложницями панів, ставали «нареченими Сонця» і відтепер повинні були зберігати свою цноту. Ті дівчата, які стали дівами Сонця, допомагали під час здійснення релігійних обрядів на честь Інті. «Інтіп чину», як їх називали інки, носили білі шати послушниць, голову покривали особливим покривалом («пампакуна»). Інтіп чину носили особливу прикрасу, «корівінча», зроблене, з «сонячного металу» — золота.
«Нареченим Сонця» ставилося в обов'язок довічно зберігати цноту. Найсуворіше покарання ніс той чоловік, який спробував би порушити це непорушне правило і наважився проникнути в будинок Інтіп чину. Та з незайманих, яка сама, з власної волі згрішила з чоловіком, мала нести настільки сувору кару: її разом з спокусником або спалювали на високому вогнищі, або закопували живцем.
Лише єдиний Сапа Інка будь-який час дня і ночі міг безперешкодно увійти в будинок незайманих, безкарно провести час з будь-якою з дівчат, оскільки, відповідно до релігійним уявленням, володар був «сином Сонця», тож він міг проводити ночі з обраницями Інті, мовби заміщаючи його.